# 菊水茂広
菊水 茂広（きくすい しげひろ、生没年不詳）とは、江戸時代末期から明治時代にかけての大坂の浮世絵師。

## 来歴
師系不明、大坂の人。松桜、柳桜と号す。作画期は文久元年（1861年）から明治11年（1878年）にかけてで役者絵などを描く。また大阪日日新聞の挿絵も描いた。

## 作品
- 『大外智仁教訓一夕話』　※万延2年（1861年）、教訓本
- 『小倉百人一首』　※歌仙絵、刊行年不明
- 「春山子の日遊」 中判錦絵3枚続　※文久元年
- 「護国婦女太平記」　中判錦絵2枚続　国立劇場所蔵　※明治9年、大阪戎座『護国婦女太平記』より
- 「奴僕平・市川右団次　奴綾平・実川八百蔵　正ノ木光太郎・中村駒之助」　中判錦絵3枚続　池田文庫所蔵　※明治11年11月、大阪角の芝居『黄門記八幡大藪』より